# Sandford-on-Thames
Sandford-on-Thames – wieś w Anglii, w hrabstwie Oxfordshire, w dystrykcie South Oxfordshire. Leży 5 km na południowy wschód od Oksfordu i 80 km na zachód od Londynu. W 2001 miejscowość liczyła 1336 mieszkańców.